# Ramnogaster
Ramnogaster es un género de la familia Clupeidae endémico de Sudamérica el cual agrupa sólo 2 especies de peces clupeiformes eurihalinos anfibióticos denominados comúnmente lachas, sardinas o mandufias.

## Taxonomía
Este género fue descrito originalmente en el año 1964 por el ictiólogo Peter James Palmer Whitehead. Se lo incluye en la subfamilia Cupleinae.
Etimología
Etimológicamente el nombre genérico Ramnogaster deriva de las palabras en griego en donde rhamnos significa ‘baya negra’ y gaster se traduce como  ‘estómago’.
Especies
Este género se subdivide en solo 2 especies:
- Ramnogaster arcuata (Jenyns, 1842)
- Ramnogaster melanostoma (C. H. Eigenmann, 1907)

## Características
Sus integrantes son peces pelagiales neríticos, que forman bancos en aguas litorales marinas, penetrando limitadamente en cursos fluviales.
Son peces filtradores planctófagos, al tener una dieta basada en zooplancton o fitoplancton.